# Pal VII
Pal VII is een bestuurslaag in het regentschap Rejang Lebong van de provincie Bengkulu, Indonesië. Pal VII telt 780 inwoners (volkstelling 2010).